# Pycnostega areta
Pycnostega areta är en fjärilsart som beskrevs av Louis Beethoven Prout 1934. Pycnostega areta ingår i släktet Pycnostega och familjen mätare. Inga underarter finns listade.